# Carl Hermann
Carl Hermann (17 de junio de 1898 - 12 de septiembre de 1961) fue un profesor alemán de cristalografía. Con Charles-Victor Mauguin, inventó una notación estándar internacional para los grupos cristalográficos, conocida como notación de Hermann-Mauguin o notación internacional.

## Semblanza
Nacido en la ciudad portuaria de Bremerhaven, en el norte de Alemania, de padres de familias tradicionalmente ministeriales, obtuvo su doctorado en Gotinga en 1923, siendo alumno de Max Born y compañero de estudios de Werner Heisenberg. Con Paul P. Ewald en Stuttgart, realizó valiosas aportaciones al entonces pujante campo de la cristalografía, especialmente en el estudio de los grupos espaciales, y comenzó lo que más tarde se convertiría en los Informes Estructurales, una serie de referencia en la que se describe la totalidad de las estructuras cristalinas conocidas. 
Cuando el Partido Nazi llegó al poder, se opuso a sus restricciones políticas en los puestos académicos, dejando de ocupar un puesto como físico en la firma de tintes industriales IG Farbenwerke en Ludwigshafen, donde continuó su investigación cristalográfica, y se dedicó al estudio de la simetría en espacios de dimensiones superiores.
Durante la Segunda Guerra Mundial, con su esposa Eva, ayudó a muchos judíos a esconderse y escapar del holocausto, por lo que fue encarcelado y condenado a muerte. Como era un científico eminente con amigos influyentes, la sentencia nunca llegó a ejecutarse. 
Después de la guerra, fue profesor brevemente en el Politécnico de Darmstadt. En 1947 aceptó la cátedra recién fundada de cristalografía en la Universidad de Marburgo, donde se convirtió en director del Instituto Cristalográfico, donde permaneció hasta su muerte. 
Era un cuáquero, activo y dedicó mucho tiempo a promover el entendimiento internacional. 

## Reconocimientos
- En agosto de 1994, la Sociedad Cristalográfica Alemana (DGK) estableció la Medalla Carl Hermann, su máxima distinción, por sus contribuciones sobresalientes a la ciencia de la cristalografía.[2]